# Eupelmus juglandis
Eupelmus juglandis är en stekelart som beskrevs av William Harris Ashmead 1894. Eupelmus juglandis ingår i släktet Eupelmus och familjen hoppglanssteklar. Inga underarter finns listade i Catalogue of Life.